# 이원면 (옥천군)
이원면(伊院面)은 충청북도 옥천군에 있는 면이다.

## 특산품
이원은 묘목으로 유명하다. 전국 묘목 유통의 70%가 이원에서 이뤄진다. 이원면은 일조량이 풍부하고 겨울에도 비교적 따뜻하며, 토질은 70% 정도가 모래 섞인 사질양토로 벼농사 등에는 불리하다. 그러나 금강의 풍부한 물을 이용하면 사질양토는 묘목이 잔뿌리를 내리는 데 좋은 조건이 된다. 이원의 편리한 고속도로·철도 교통도 묘목 유통업이 발달하는 데 좋은 조건이 되었다.

## 행정 구역
- 강청리(江淸里)
- 개심리(開心里)
- 건진리(乾榛里)
- 미동리(美洞里)
- 백지리(白池里)
- 수묵리(水墨里)
- 용방리(龍坊里)
- 원동리(員洞里)
- 윤정리(潤亭里)
- 의평리(義坪里)
- 이원리(伊院里)
- 장찬리(長贊里)
- 지정리(池亭里)
- 지탄리(池灘里)
- 평계리(坪溪里)

## 교육
- 이원초등학교 (강청리)
  - 지탄분교 (폐교) - 지탄1길 76 (지탄리)
- 대성초등학교 (폐교) - 이원로 443 (의평리)
- 이원중학교 (건진리)